# Sabellaria alveolata
Sabellaria alveolata (Poliqueta barroeira), de nome comum barroeira, é uma espécie de anelídeo pertencente à família Sabellariidae.
A autoridade científica da espécie é Linnaeus, tendo sido descrita no ano de 1767.
Trata-se de uma espécie presente no território português, incluindo a sua zona económica exclusiva.